# Glenea lineata
Glenea lineata é uma espécie de escaravelho da família Cerambycidae. Foi descrita por Charles Joseph Gahan em 1897.

## Subespecie
- Glenea lineata ihai Hayashi, 1960
- Glenea lineata lineata Gahan, 1897
- Glenea lineata okinawana Ohbayashi & Ohbayashi, 1965
- Glenea lineata ryukyuensis Breuning & Ohbayashi, 1964
- Glenea lineata sauteri Schwarzer, 1925